# Sour El Aaz
Sour El Aaz  (in arabo سور العز‎?) è un centro abitato e comune rurale del Marocco situato nella provincia di El Kelâat Es-Sraghna, regione di Marrakech-Safi. Conta una popolazione di 3 850 abitanti (censimento 2014).